# Sosnowiec
Sosnowiec (njemački: Sosnowitz) je grad u Šleskom vojvodstvu u Poljskoj. 

## Zemljopis
Grad se nalazi u južnoj Poljskoj u Šleskom gorju na rijeci Brynici (pritoka Visle).
Unatoč tome, nije u Šleskoj, nego u pokrajini Malopoljskoj

## Povijest
Sosnowiec je dobio gradska prava tek 1902., više od stoljeća nakon podjele Poljske. Prava su stvorena objedinjavanjem nekoliko naselja često nekoliko stoljeća stari. Najstariji od njih su Miłowice, Sielec i Pogoń, dok Modrzejów, Niwka, Środula i Radocha nisu bili mnogo mlađi. Grad se nalazi u Šleskom vojvodstvu od njegova osnutka 1999. godine. Prije toga (od 1945.) bio je dio vojvodstva Katowica, a prije Drugog svjetskog rata, Sosnowiec je pripadao Kielcu. Unatoč svojoj blizini Katowica, nije dio Šleske, ali pripada povijesnoj poljskoj pokrajini Donja Poljska.
Njegovo ime dolazi od poljskog sosna,  što znači borova šuma, izvorno poznat kao Sosnowice. Ostale varijante imena uključuju Sosnowietz, Sosnowitz i Sosnovitz (jidiš), Sosnovyts, Sosnowyts, Sosnovytz, Sosnowytz, Sosnovetz, Сосновець, Sosnovets (ukrajinski). Postoji još 5 drugih manjih gradova u Poljskoj koji se nazivaju i Sosnowiec, oni se nalaze u regijama Kielce, Łódź i Opole.
Sosonowiec je pretrpijeo ratne štete tijekom oba vojna sukoba u 20. stoljeću. Prvi svjetski rat prouzročio je uništenje uglavnom industrije. Tokom Drugog svjetskog rata, tisuće Židova je deportirano iz geta u Auschwitz u lipnju 1943. Geto je zatvoren dva mjeseca kasnije, a gotovo svi preostali Židovi (oko 15.000) također su deportirani u Auschwitz. Siječanj 1945. donio je oslobođenje grada, koje mu je dalo priliku za postupnu obnovu i daljnji razvoj.

## Stanovništvo
Prema podacima iz 2022. godine grad ima	189.178 stanovnika.

## Gradovi prijatelji
- Francuska, Les Mureaux
- Rumunjska,  Suceava
- Francuska, Roubaix
- Mađarska, Komárom
- Maroko, Casablanca

## Šport
Najpoznatiji sportski klub u gradu je nogometni klub Zagłębie član Druge poljske nogometne lige – Zapad, četverostruki osvajač Poljskog kupa.

## Vanjske poveznice
- Službena stranica grada